# Konstantin-Alexander Hossmann
Konstantin-Alexander Hossmann (* 31. März 1937 in Breslau) ist ein deutscher Neurologe.

## Leben
Hossmann studierte zwischen 1956 und 1962 Physik und Medizin in Göttingen, Paris, Hamburg, München und Berlin. 1963 promovierte er an der FU Berlin in Berlin zum Dr. med., 1968 promovierte er ein zweites Mal zum Docteur (mention sciences) an der Universität von Paris. Er habilitierte sich im Jahr 1972 an der Universität zu Köln und wurde dort 1976 zum außerplanmäßigen Professor für experimentelle Neurologie ernannt. Zwischen 1978 und 1982 war er Leiter der Forschungsstelle für Hirnkreislaufforschung der Max-Planck-Gesellschaft in Köln. 1982 wurde er zum Wissenschaftlichen Mitglied der Max-Planck-Gesellschaft berufen und zugleich Direktor am neugegründeten Max-Planck-Institut für neurologische Forschung in Köln. 2005 wurde er emeritiert.
Hossmanns Forschungsschwerpunkte waren Experimentelle Neurologie, Translationsforschung, Schlaganfall, Zerebrale Wiederbelebung und Hirnödem.

## Akademische Ämter und Mitgliedschaften
- Ordentliches Mitglied der Nordrhein-Westfälischen Akademie der Wissenschaften und der Künste seit 1998
- 1996–1999 Vorsitzender der Biologisch-medizinischen Sektion der Max-Planck-Gesellschaft
- Korrespondierendes Mitglied der Österreichischen Akademie der Wissenschaften seit 1994

## Preise und Auszeichnungen
- 1975: Hugo-Spatz-Preis der Deutschen Gesellschaft für Neurologie
- 1979: Hans-Berger-Preis der deutschen EEG-Gesellschaft
- 1980: Honorary Fellow der American Heart Association, Stroke Council
- 1984: Fogarty Scholar, National Institutes of Health, Bethesda
- 1994: Hellmut-Weese-Medaille der Deutschen Gesellschaft für Anästhesiologie
- 1996: Zülch-Preis der Max-Planck-Gesellschaft
- 2006: Vladimir A. Negovsky-Medaille der European Academy of Natural Sciences
- 2007: Lifetime Achievement Award der International Society for Cerebral Blood Flow and Metabolism

Hossmann war Mitglied in diversen Editorial Boards, etwa der Zeitschriften Neurosurgical Review, Journal of Cerebral Blood Flow and Metabolism, Stroke und NeuroImage.